# العلاقات الكونغوية المولدوفية
العلاقات الكونغولية المولدوفية هي العلاقات الثنائية التي تجمع بين جمهورية الكونغو ومولدوفا.

## مقارنة بين البلدين
هذه مقارنة عامة ومرجعية للدولتين:
| وجه المقارنة                                              | [[تصنيف:صفحات تستخدم رمز علم غير موجود\|]] جمهورية الكونغو | مولدوفا                           |
| --------------------------------------------------------- | ---------------------------------------------------------- | --------------------------------- |
| المساحة (كم2)                                             | 342.00 ألف                                                 | 33.85 ألف                         |
| عدد السكان (نسمة)                                         | 5.26 مليون                                                 | 2.55 مليون                        |
| الكثافة السكانية (ن./كم²)                                 | 15.38                                                      | 75.33                             |
| العاصمة                                                   | برازافيل                                                   | كيشيناو                           |
| اللغة الرسمية                                             | لغة فرنسية                                                 | اللغة المولدوفية، اللغة الرومانية |
| العملة                                                    | فرنك وسط أفريقي                                            | ليو مولدوفي                       |
| الناتج المحلي الإجمالي (بليون دولار)                      | 8.72 مليار                                                 | 8.13 مليار                        |
| الناتج المحلي الإجمالي (تعادل القوة الشرائية) بليون دولار | 29.48 مليار                                                | 17.94 مليار                       |
| الناتج المحلي الإجمالي الاسمي للفرد دولار أمريكي          | 1.85 ألف                                                   | 3.65 ألف                          |
| الناتج المحلي الإجمالي للفرد دولار أمريكي                 |                                                            | 4.98 ألف                          |
| مؤشر التنمية البشرية                                      | 0.591                                                      | 0.693                             |
| رمز المكالمات الدولي                                      | +242                                                       | +373                              |
| رمز الإنترنت                                              | .cg                                                        | .md                               |
| المنطقة الزمنية                                           | ت ع م+01:00                                                | ت ع م+02:00، ت ع م+03:00          |

## منظمات دولية مشتركة
يشترك البلدان في عضوية مجموعة من المنظمات الدولية، منها:
| علم المنظمة | اسم المنظمة                               | تاريخ انضمام جمهورية الكونغو | تاريخ انضمام مولدوفا |
| ----------- | ----------------------------------------- | ---------------------------- | -------------------- |
|             | البنك الدولي للإنشاء والتعمير             | 10 يوليو 1963                | 12 أغسطس 1992        |
|             | يونسكو                                    | 24 أكتوبر 1960               | 27 مايو 1992         |
|             | منظمة التجارة العالمية                    | ?                            | ?                    |
|             | وكالة ضمان الاستثمار متعدد الأطراف        | 16 أكتوبر 1991               | 9 يونيو 1993         |
|             | منظمة الشرطة الجنائية الدولية             | ?                            | ?                    |
|             | مؤسسة التمويل الدولية                     | 1 أكتوبر 1980                | 10 مارس 1995         |
|             | الأمم المتحدة                             | 20 سبتمبر 1960               | 2 مارس 1992          |
|             | مؤسسة التنمية الدولية                     | 8 نوفمبر 1963                | 14 يونيو 1994        |
|             | الفريق المعني برصد الأرض                  | ?                            | ?                    |
|             | منظمة حظر الأسلحة الكيميائية              | ?                            | ?                    |
|             | المركز الدولي لتسوية المنازعات الاستشارية | 14 أكتوبر 1966               | 4 يونيو 2011         |

## وصلات خارجية
- موقع وزارة الخارجية المولدوفية